# Лионело Вентури
Лионело Вентури (на италиански: Lionello Venturi) е италиански историк и изкуствовед.

## Биография
Роден е на 25 април 1885 година в Модена, Италия, в семейството на историка Адолфо Вентури. През 1919 г. е назначен за професор по история на изкуството в Университета в Торино, а един от първите му студенти там е Мери Питàгуля, която под негово ръководство пише своята дисертация за изкуството на Йожен Фромантен.
Въпреки че е назначен като наследник на баща си в катедрата по история на изкуството в Университета в Рим през 1931 г., той отказва да се „закълне във вярност“ на режима на Бенито Мусолини и е принуден да подаде оставка. Напуска Италия и се мести в Париж, където пише, съветва търговци на картини и музейни куратори, и издава първият каталог за изкуството на Пол Сезан. След установяването на режима на Виши във Франция, Вентури емигрира в Съединените американски щати и се установява в Ню Йорк, където живее до 1945 г. Там чете лекции в много университети. След войната се връща в Италия, където заема отново мястото си в катедрата по история на изкуството в Университета в Рим.
Лионело Вентури е повлиян от идеализма на Бенедето Кроче, както и от трудовете на Алоис Ригл и Хайнрих Вьолфлин.
Негов син е историкът Франко Вентури.
Умира на 14 август 1961 година в Рим на 76-годишна възраст.

## Трудове
- Il gusto dei primitivi [The Taste of the Primitives], 1926
- Cézanne, son art, son oeuvre, Paris: P. Rosenberg, 1935
- History of art criticism, New York: E.P. Dutton, 1936.
- Camille Pissarro: son art, son oeuvre. Paris: P. Rosenberg, 1939.
- Les archives de l'Impressionisme, Paris and New York: Durand-Ruel, 1939
- Art Criticism Now, Baltimore: Johns Hopkins University Press, 1941
- Painting and painters; how to look at a picture, from Giotto to Chagall, 1945
- Italian painting, 3 vols, 1950 – 52
- Piero della Francesca: biographical and critical studies, 1954
- The sixteenth century, from Leonardo to El Greco, 1956
- Chagall: biographical and critical study, 1956
- Four steps toward modern art: Giorgione, Caravaggio, Manet, Cézanne, 1956
- Rouault: biographical and critical study, 1959